# Museo de Arte Italiano
El Museo de Arte Italiano es un museo público en Lima, Perú, que está bajo la administración del Ministerio de Cultura (antes Instituto Nacional de Cultura). Ubicado en un edificio de estilo neorrenacentista alberga esculturas de bronce y mármol, pinturas y cerámicas de más de 120 artistas italianos de principios del siglo XX. Es, hasta el día de hoy, el único museo de arte europeo en el país.

## Historia
El Museo de Arte Italiano se entregó al Perú como regalo por parte de la comunidad italiana, residente en el país, animada por Gino Salocchi, en el marco de las celebraciones por el Centenario de la Independencia del Perú durante el Oncenio de Leguía, que se llevaron a cabo desde 1921. Su inauguración oficial fue el 11 de noviembre de 1923.
Tras muchos años de funcionamiento, el museo pasó a ser administrado por el Instituto Nacional de Cultura del Perú en 1972. La institución recibió nuevas donaciones de artistas italianos contemporáneos en 1989 y 1990, y la colección se incrementó con 35 obras más. Desde 1991, se están haciendo grandes esfuerzos por recuperar el museo como tal - edificio y obras- y revalorizarlo. Mientras que en 1998 se inauguró la primera guía para personas invidentes.
Los pasos que se han dado hasta ahora han sido posibles gracias a la colaboración constante de la Embajada de Italia y a la ayuda de la Asociación Amigos del Museo de Arte Italiano. 

## El museo
El edificio del museo se ha mantenido desde su inauguración. El proyecto fue encargado al arquitecto milanés Gaetano Moretti, quien también realizó la construcción de La Fuente China, regalo que hizo la comunidad china al Perú en el contexto de las mencionadas celebraciones. Se ubica en la segunda cuadra de la Avenida Paseo de la República, en el Centro histórico de Lima al frente del Museo de Arte de Lima y cuenta con un amplio jardín, estacionamientos y seis salas para la exposición de su colección permanente y de las exposiciones itinerantes que allí se realizan. En la sala 2 se encuentra un vitral inspirado en La Primavera de Sandro Botticelli.
A través del edificio, tanto en diseño como en elementos decorativos, queda representado el arte italiano del pasado: elementos de la arquitectura de Bramante, relieves y detalles decorativos inspirados en Donatello, Ghiberti, Miguel Ángel y Botticelli. La fachada se completa con los escudos de las principales ciudades italianas y dos gigantescos mosaicos, hechos por la Asociación de Mosaiquistas Venecianos, con los personajes más notables de la historia de Italia.

## Colección
La primera selección de las obras que pertenecerían a la colección permanente del museo se realizó bajo la curaduría de Mario Vannini Parenti. Así, adquirió una donación superior a 200 obras, entre esculturas, pinturas, dibujos, grabados y cerámicas, de forma que quedaran representados artistas de todas las regiones de Italia. Gran parte de la colección data de principios del siglo XX, aunque no se puede apreciar el movimiento de vanguardia en el Museo.

## Exposiciones temporales
El museo ha albergado varias exposiciones temporales, como Paisajes Memorias, las pinturas acrílicas de Herman Braun-Vega en 1988, Giotto en Padua en 2004, y la exposición Del mito al sueño (Rodin... Dalí) en 2008-2009.

## Galería

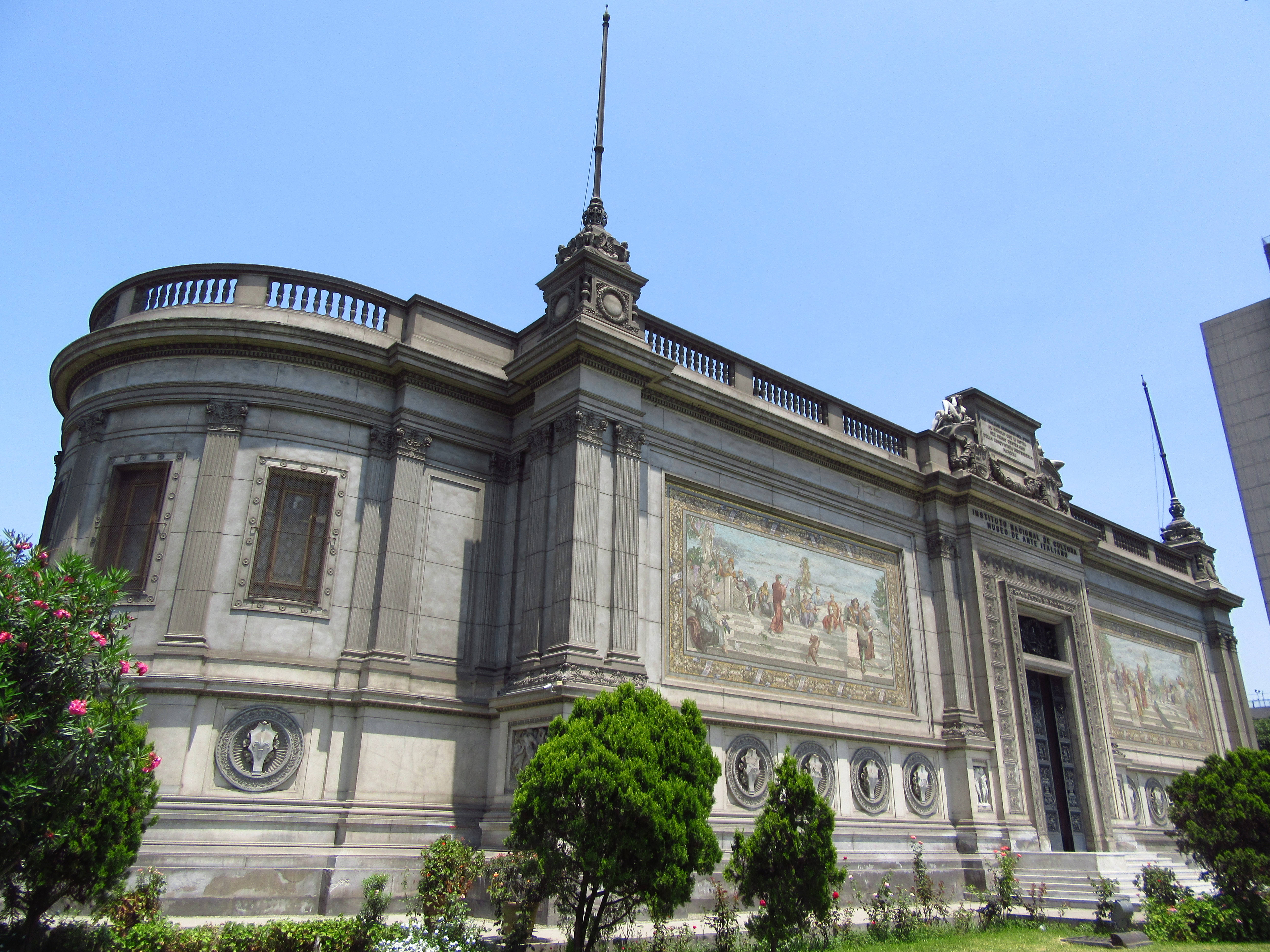
Vista panorámica
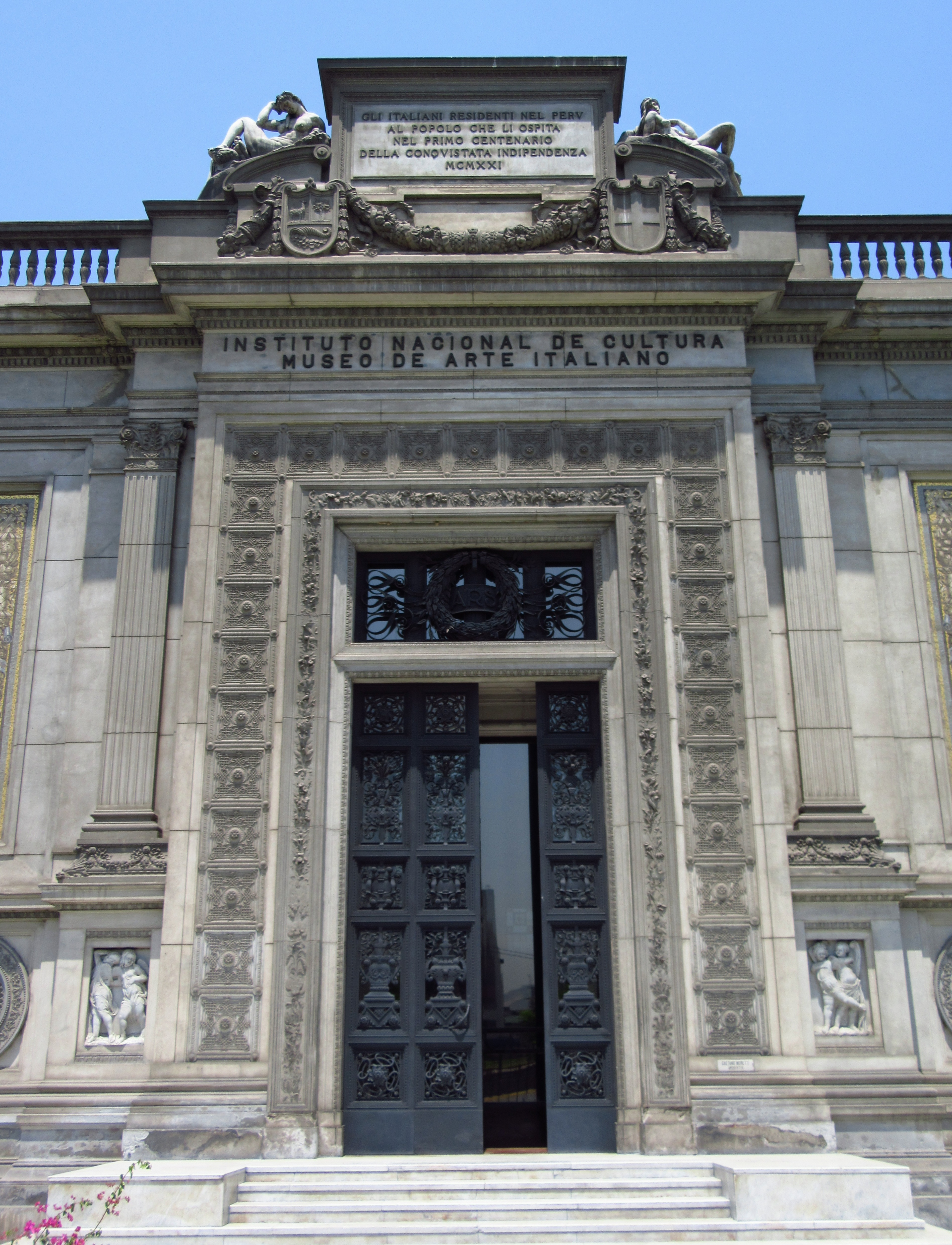
Portón
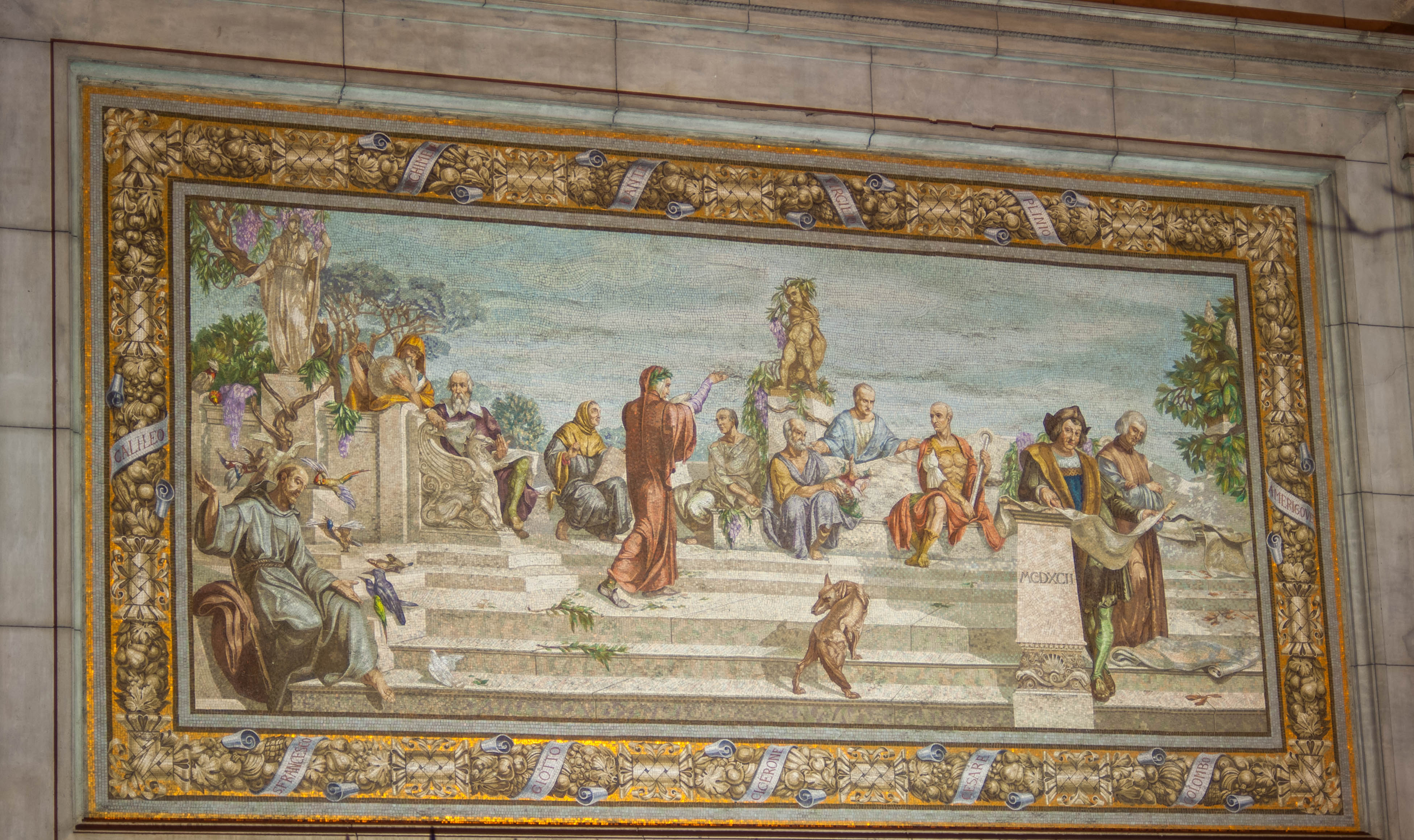
Mural
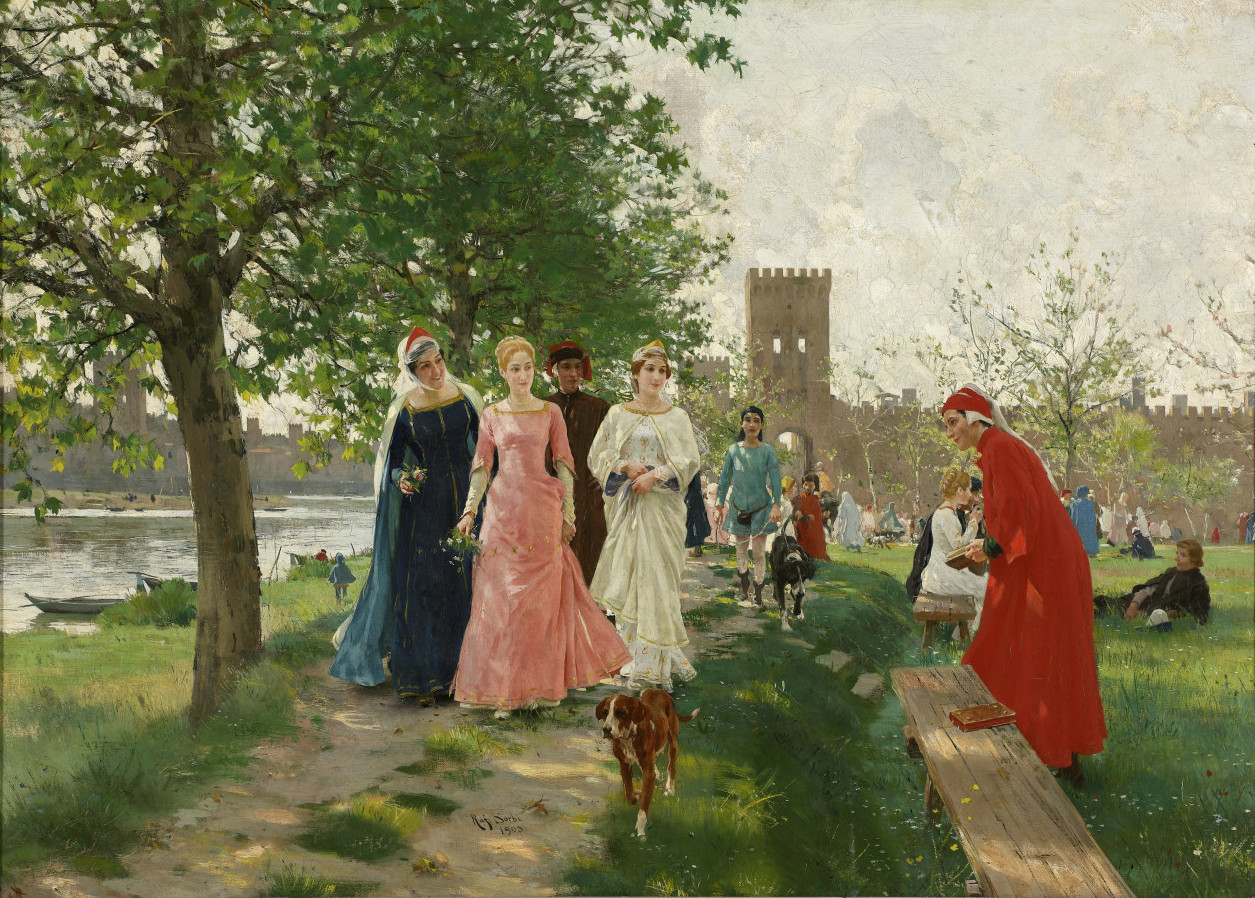
Dante incontra Beatrice de Raffaello Sorbi